# Betrayal (série télévisée)
Pour les articles homonymes, voir Betrayal.
Betrayal est une série télévisée américaine en treize épisodes de 42 minutes créée par David Zabel, s'appuyant sur la série néerlandaise Overspel (nl), diffusée entre le 29 septembre 2013, et le 19 janvier 2014 sur le réseau ABC et en simultané au Canada sur Citytv.
Cette série est inédite dans tous les pays francophones.

## Distribution

### Acteurs principaux
- Hannah Ware : Sara Hanley
- Henry Thomas : T.J. Karsten
- Chris J. Johnson (en) : Drew Stafford
- Wendy Moniz : Elaine McAllister
- Elizabeth McLaughlin (en) : Valerie McAllister
- Braeden Lemasters : Victor McAllister
- Stuart Townsend : Jack McAllister
- James Cromwell : Thatcher Karsten

### Acteurs récurrents
- Maxwell Jenkins : Oliver (12 épisodes)
- Helena Mattsson : Brandy Korskaya (7 épisodes)
- Kamal Angelo Bolden : Rodney Moreno (6 épisodes)
- Ora Jones : Quincy Theringer (6 épisodes)
- Merrin Dungey : Alissa Barnes (5 épisodes)
- Brendan Hines : Aiden (5 épisodes)
- Roxana Brusso : Serena Sanguillen, agent du FBI (4 épisodes)
- Sofia Black D'Elia : Jules Whitman (4 épisodes)
- Jason Butler Harner : Zarek (4 épisodes)
- James Vincent Meredith : Officer Orestes Anderson (4 épisodes)
- Adam Shapiro : Nate Greene (4 épisodes)
- Summer Cain : Socialite

### Invités
- Carmen Roman : Constance « Connie » Mrozek (épisodes 1 à 3)
- Rebecca Spence : Kendra / Joelle (épisodes 1 et 2)
- James Keane : Lou Mrozek (épisodes 1 et 11)
- Danny McCarthy (en) : détective Mitchell (épisodes 2, 6 et 11)
- Brian Howe : Frank Perkins / Matthew Hendricks (épisodes 3 et 10)
- Jaime Gomez : Aurelio Voltan (épisode 3)
- Rotimi : Lil' D (épisodes 4 à 6)
- Jack McGee : Alderman Bernie Arkovich (épisode 4)
- Ellie Reed : Holly (épisode 4)
- Elizabeth Marvel : Janet (épisode 5)
- D. B. Sweeney : Howard Goss (épisodes 6 et 7)
- Alicia Witt : Zoe (épisode 7)
- Sandra Delgado (en) : Social Worker (épisode 8)
- Erin Way (en) : Megan (épisode 9)
- Annabeth Gish : Violet (épisode 11)

## Fiche technique
- Réalisateur du pilote : Patty Jenkins[4]
- Producteurs exécutifs : David Zabel, Alon Aranya, Rob Golenberg, Frank Ketelaar, Robert Kievit
- Société de production : ABC Studios

## Développement

### Production
Le projet a été présenté à ABC en août 2012. Le 31 janvier 2013, ABC a commandé le pilote, qui sera réalisé par Patty Jenkins.
La série a été commandée le 10 mai 2013, et ABC lui a attribué quatre jours plus tard lors des Upfronts la case horaire du dimanche à 22 h à l'automne.

### Casting
Les rôles ont été attribués dans cet ordre : Henry Thomas, Hannah Ware, James Cromwell, Chris J. Johnson (en), Wendy Moniz, Elizabeth McLaughlin (en) et Braeden Lemasters et Stuart Townsend.
Parmi les acteurs récurrents et invités : Brendan Hines, D. B. Sweeney et Roxana Brusso.

## Épisodes
Sauf pour le pilote, chaque titre original est une réplique entendue au cours de l'épisode.
| № | Titre                                 | Réalisation             | Scénario                          | Première diffusion | Audience (millions) |
| --- | ------------------------------------- | ----------------------- | --------------------------------- | ------------------ | ------------------- |
| 1 | Pilot                                 | Patty Jenkins           | David Zabel                       | 29 septembre 2013  | 5,16                |
| Une brillante photographe du nom de Sara Parker rencontre un avocat qui lui était, jusque là inconnu lors d'une de ses expositions. Ils entreprennent alors une relation extra-conjugale. Lorsque T.J., le fils du patron et père de l'épouse de Jack McAllister, l'avocat, se retrouve au milieu d'une sordide affaire de meurtre. Son oncle a en effet été fusillé avant d'être jeté dans l'eau. Jack McAllister représentera alors l'avocat de la défense au nom de T.J. face au mari de Sara, sa maîtresse. |                                       |                         |                                   |                    |                     |
| 2 | …Except When the Bear is Chasing You  | Michael Morris (en)     | David Zabel et Lisa Zwerling (en) | 6 octobre 2013     | 3,9                 |
| Jack et Drew Stafford (le mari de Sara) ont une réunion pour le travail lorsque Sara apporte une chemise propre à son époux. Elle tombe alors face à Jack, à qui elle ne répondait pas à ses messages. En effet, elle regrette la relation qu'elle a entretenue avec lui. Elle veut être une meilleure mère et épouse et tentait donc de chasser ses démons. T.J., quant à lui va être d'abord interrogé puis arrêté pour le meurtre de son oncle Lou à la suite de la déposition de sa tante. À la fin de l'épisode, Jack lance un ultimatum à Sara: si elle le retrouve à 8 h sur un pont, ils continueront à se voir, dans le cas contraire, elle n'entendra plus jamais parler de lui. |                                       |                         |                                   |                    |                     |
| 3 | If You Want the Fruit…                | Constantine Makris (en) | David Zabel et Lisa Zwerling      | 13 octobre 2013    | 2,88                |
| 4 | …That is Not What Ships Are Built For | Jim McKay (en)          | Paul Davies et David Zabel        | 20 octobre 2013    | 3,51                |
| 5 | …Nice Photos                          | Stephen Cragg (tr)      | Yahlin Chang                      | 27 octobre 2013    | 3,3                 |
| 6 | …The Things That Drive Men Crazy      | Paul McCrane            | Julia Cho (en)                    | 3 novembre 2013    | 3,44                |
| 7 | …We're Not Going to Baileys Harbor    | Michael Morris          | Joe Hortua (en)                   | 10 novembre 2013   | 3,2                 |
| 8 | …One More Shot                        | Stephen Cragg           | Alison Tatlock                    | 17 novembre 2013   | 3,39                |
| 9 | It's Just You and Me Now…             | Bethany Rooney (en)     | David Zabel et Lisa Zwerling      | 8 décembre 2013    | 3,05                |
| 10 | …Number 16                            | Andrew Bernstein (en)   | Paul Davies                       | 15 décembre 2013   | 3,6                 |
| 11 | …The Karsten Way                      | John Stuart Scott (en)  | Yahlin Chang                      | 5 janvier 2014     | 3,38                |
| 12 | Sharper Than a Serpent's Tooth…       | Stephen Herek           | Julia Cho et Joe Hortua           | 12 janvier 2014    | 2,74                |
| 12 | …A Better Place                       | David Zabel             | David Zabel et Lisa Zwerling      | 19 janvier 2014    | 3,31                |

## Accueil
Le pilote a attiré 5,16 millions de téléspectateurs, devenant la deuxième série d'ABC de la saison débutant avec une audience aussi basse. Au Canada, le pilote a été vu par 302 000 téléspectateurs.